# مدرسة استديو

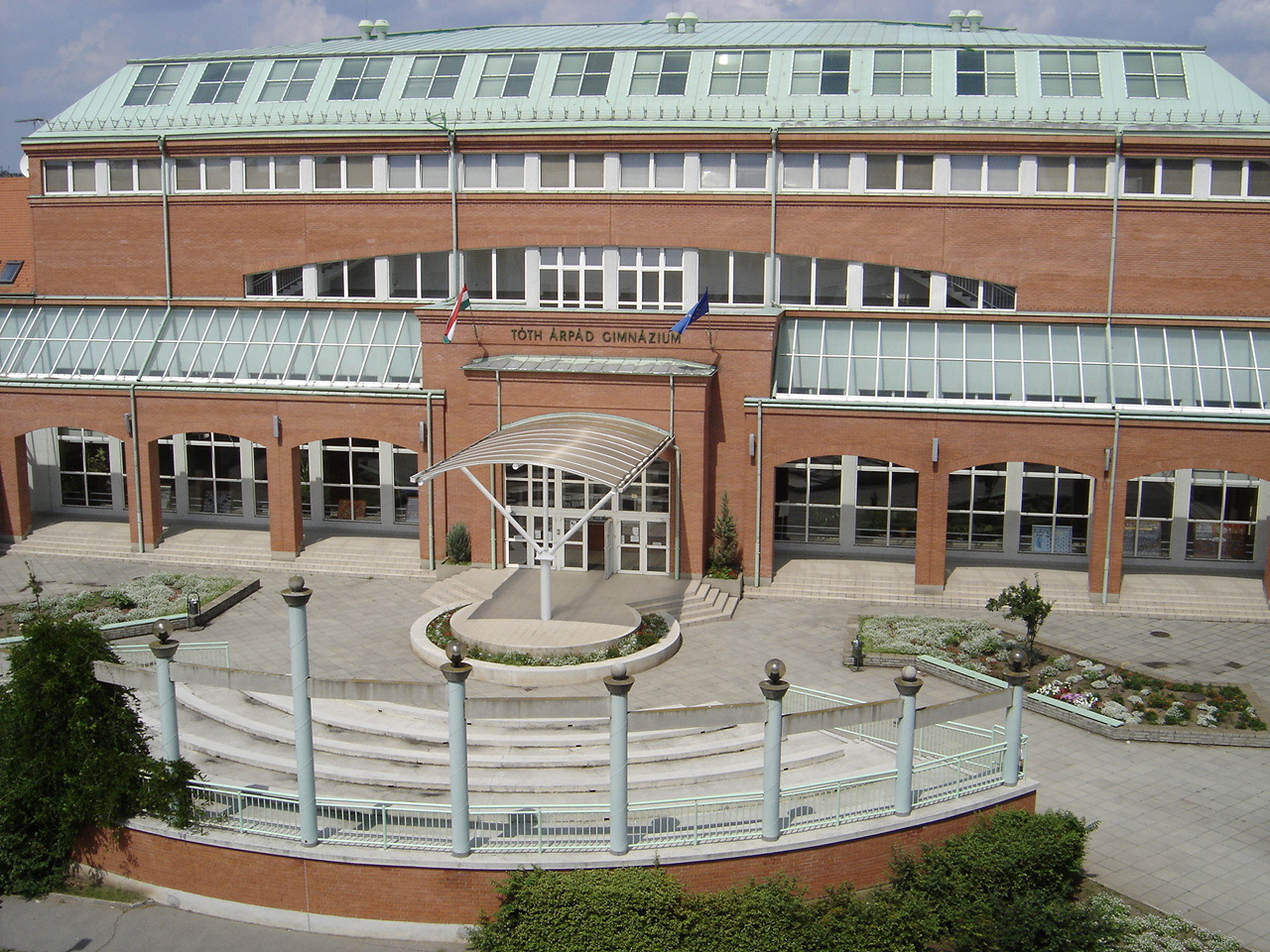
مدرسة ثانوية في دبرتسن بالمجر

مدرسة الاستوديو هي نوع من المدرسة الثانوية في انجلترا التي تم تصميمها لإعطاء الطلاب المهارات العملية في بيئات العمل فضلا عن دورات الأكاديمية والمهنية التقليدية للدراسة . مثل المدارس التقليدية ، تقوم مدارس الاستوديو بتدريس المناهج الوطنية وتقدم المؤهلات الأكاديمية والمهنية . ومع ذلك فإن مدارس الاستوديو لديها أيضا روابط بأرباب العمل المحليين وتقدم التعليم المرتبط بعالم العمل . سيتم إغلاق عشرون مدرسة ستوديو بحلول صيف 2018 و قد انتقد إدخال مدارس الاستوديو على نطاق واسع.

## الوصف
مدارس الاستوديو هي نوع من المدارس المجانية ، تم تقديمها في عام 2010.  وهي جزء من برنامج الأكاديميات ، ويتم تمويلها من قبل دافعي الضرائب ، وهي مدرسة غير انتقائية ، وحرية الحضور فيها لا تخضع لسيطرة سلطة التعليم المحلية. ومن جانب اخر فهناك جانب ينطبق أيضًا على معظم الأكاديميات والمدارس المجانية الأخرى. وتعد مدارس الاستوديو مميزة بشكل جماعي بعدد من الطرق.  ويتم رعاية مدارس الاستوديو من قبل المدارس والكليات ومجموعات المجتمع الموجودة. ومع ذلك ، لا يمكن للمدارس الحالية أن تتحول لتصبح مدرسة استوديو - ويجب أن تكون جميع مدارس الاستوديو مدارس قائمة بذاتها دون أي نقل مباشر للتلاميذ. و تم تصميم مدارس الاستوديو لتصبح مدارس صغيرة ، بحد أقصى 300 طالب  مما يجعل من تعزيز بيئة تعليمية وخفيفة مع تركيز قوي على الرعاية التربوية. في المجمل تقيم المدارس روابط وثيقة مع الشركات والمؤسسات في صناعاتها المتخصصة التي توفر المدارس من خلال أنشطة مثل التوجيه ومواضع العمل وتصميم المناهج الدراسية وتقديمها. وأيضاً المزيد من إعداد الطلاب للعالم العملي.
مثل الكليات التقنية الجامعية ال،ي ت تم تصميم مدارس الاستوديو للطلاب الذين تتراوح أعمارهم بين 14 و 19 عاما ، في حين يمكن للمدارس المجانية والأكاديميات الأخرى اختيار النطاق العمري لتلاميذها.  بعض مدارس الاستوديو ، التي تعمل في مناطق بها نظام مدرسي ثلاثي المعايير ، لديها مآخذ للطلاب الذين بلغوا أعمارهم عامًاو  اشتق اسم "استوديو المدرسة من مفهوم استوديو عصر النهضة الذي كان موجودًا في أوروبا من عام 1400 إلى عام 1700. وقد تم تدريس الطلاب في هذه الاستوديوهات من قبل سيد متمرس في نفس المكان الذي قام فيه السيد بتطبيق  وعمله فقد لم شمل مدارس الاستوديو الحديثة إلى إعطاء الطلاب  المهارات المطلوبة من قبل أرباب العمل والشركات في المنطقة المحلية و في بيئة تحاكي أماكن العمل الحقيقية ، التي من هذا فإن مدارس الاستوديو مفتوحة طوال العام ولها يوم دراسي أطول ، من 9 صباحا إلى الخامسه مساءً5
وتعد المدرسة التي بدورها هي المسؤولة عن المساعدة في إنشاء مدارس ستوديو جديدة، ودعم المدارس الموجودة لتنفيذ النموذج. ويتضمن جزء من هذا العمل تسهيل مشاركة أفضل الممارسات من خلال جلسات التواصل والتدريب وأحداث CPD. الشركات المشاركة في برنامج المدارس ستوديو تشمل المركز الوطني للفضاء، نقاش، باركليز، المختبر الوطني النووية، و الصندوق الوطني.

## تاريخها
قد انتقد إنشاء مدارس الاستوديو من قبل النقابات التعليمية ، الذين زعموا أنها تسبب المزيد من التجزئة في بعض المدارس الحكومية . كما تم انتقاد نطاق الاستيعاب العمري للمدارس الاستوديو ، حيث جادلت بعض النقابات بأن 19 عامًا مبكرا جدًا بالنسبة لمعظم الأطفال لتلقى مثل هذا التعليم المتخصص.

## المستقبل
في مارس 2016، ظهر أنه من بين 47 مدرسة استوديو تم إنشاؤها ، تم إغلاق 14 مدرسة أو كانت مغلقة . وكان من المقرر افتتاح ست مدارس استوديو جديدة . بحلول أبريل 2018 ، أغلقت 19 مدرسة بتكلفة تقدر بـ 48 مليون جنيه إسترليني ، مع إغلاق مدرسة أخرى في الصيف . المدارس المجانية ، التي تم تقديمها في عام 2010 ، تشمل مدارس الاستوديو والكليات التقنية الجامعية ؛ تم إغلاق ست وستين مدرسة مجانية بحلول أبريل 2018 ، بتكلفة تقدر بنحو 150 مليون جنيه إسترليني في تكاليف بدء التشغيل وتمويل رأس المال . وقال الأمين العام المشترك لاتحاد التعليم الوطني ( NEU ) " يجب على الحكومة أن تعلق رأسها بالخجل من هذا الهدر الضخم لأموال دافعي الضرائب في وقت تعاني فيه المدارس من نقص شديد في التمويل ".
عام 2017 ، أجرى وزير الأكاديميات اللورد ناش مراجعة غير رسمية لمفهوم مدارس الاستوديو بسبب انخفاض تجنيد التلاميذ واغلاقهم . اعتبارًا من عام 2018 ، كان ما يقرب من نصف مدارس الاستوديو التي بدأت حتى الآن ، سبعة وعشرون من ستة وخمسين ، قد أغلقت أو كانت مغلقة.